# The Doraemons
The Doraemons (ザ☆ドラえもんズ?, Za Doraemonzu) è un manga creato da Michiaki Tanaka e pubblicato in Giappone sul mensile CoroCoro Comic, edito dalla Shogakukan, dal 16 dicembre 1995 al 28 gennaio 2003. In Italia è inedito.
Il manga risulta essere lo spin-off della serie Doraemon di Fujiko F. Fujio.

## Trama
"The Doraemons" è una sorta di associazione dei veterani dell'Accademia Robot (ロボット学校?, Robotto Gakkō), l'istituto frequentato da Doraemon. Tutti i membri dell'associazione adorano i dorayaki, ma ognuno lo personalizza con un ingrediente che lo contraddistingue rispetto agli altri. Tutti i Doraemons inoltre hanno teste dure come pietra che utilizzano come armi, o addirittura per sfondare pareti, benché questa sia una caratteristica predominante in Doraemon, che però rispetto agli altri non ha altre armi speciali.

## Personaggi

### The Doraemons
Doraemon (ドラえもん?, Doraemon)
Il protagonista della serie Doraemon,mandato nel ventesimo secolo per aiutare un ragazzo perdigiorno di nome Nobita a diventare una persona migliore per poter così salvare il destino di future generazioni.
si comporta da leader e guida gli altri Doraemons. Adora i dorayaki.
Doppiato da Nobuyo Ōyama o Chisa Yokoyama (giapponese).
 Dora-the-Kid (ドラ・ザ・キッド?, Dora za Kiddo)
Soprannominato "Kid", lavora per il vicesceriffo in Texas, negli Stati Uniti d'America, con il vecchio capitano sceriffo e sua nipote Anya. È anche un agente segreto della Time Patrol Police, ma, come Nobita, ha paura delle altezze. La sua arma è la pistola ad aria. Al contrario di Doraemon che possiede la tasca quadri-dimensionale, Kid possiede il cappello quadri-dimensionale che porta in testa. La sua ragazza sembra essere Dorami, la sorella minore di Doraemon. Adora mangiare i dorayaki con sopra il ketchup e la senape.
Doppiato da Yoku Shioya → Chisa Yokoyama → Keiichi Nanba (giapponese).
 Wang Dora (王ドラ?, Wan Dora)
Il più intelligente tra i Doraemons, è un maestro di kung fu. Studia medicina nella Dinastia Qing, mentre lavora come assistente di un medico in Cina. Il suo unico punto debole è che non riesce con le ragazze, anche se è il primo della squadra ad avere un appuntamento con una ragazza. Al contrario di Doraemon che possiede la tasca quadri-dimensionale, Wang Dora possiede le maniche quadri-dimensionali sulla camicia. Adora mangiare i dorayaki con rāyu.
Doppiato da Kumiko Nishihara → Megumi Hayashibara (giapponese).
 Dora-med III (ドラメッドⅢ世?, Dora-meddo Sansei)
Indossa abiti tipici arabi, fa previsioni sui tarocchi ed è molto abile nella magia e nelle arti nere. Ha scelto di essere un consulente reale in Arabia Saudita, in Medio Oriente. Ha paura dell'acqua, e, di conseguenza, non sa nuotare. Qualche volta va a Baghdad, in Iraq, dove ha la casa. Il suo sogno è quello di aprire un parco a tema "Water Land" per i bambini che vivono nelle regioni desertiche. Quando si arrabbia, aumenta la sua dimensione, proporzionale a quanto sia arrabbiato, diventando gigante. È l'unico membro a seguire una religione, seguendo quella sunnita, e ama il Natale. Al contrario di Doraemon che possiede la tasca quadri-dimensionale, Dora-med III possiede una lampada magica quadri-dimensionale. Adora mangiare i dorayaki congelati.
Doppiato da Masaharu Satō (giapponese).
 Dora-nichov (ドラニコフ?, Dora-nikofu)
Vive in Siberia, Russia, ma spesso lavora a Hollywood come popolare attore di una serie di film sui lupi mannari nel XXII secolo, o, a volte torna nel 1900-1914 quando la Russia stava sotto il regno di Nicola II di Russia. È taciturno e può comunicare solo con dei ruggiti, ed è estremamente sensibile al freddo. Si trasforma in un lupo se guarda qualcosa che assomiglia alla luna: in questa forma, può attaccare i nemici mordendoli. Riesce a sputare fuoco dalla sua bocca, prendendo qualcosa di caldo come il tabasco. Ha una cotta per Nina, una cantante vive a San Pietroburgo, ma ha dichiarato nel film dell'anime che prova dei sentimenti anche per una compagna di classe, Momo. Al contrario di Doraemon che possiede la tasca quadri-dimensionale, Dora-nichov possiede una sciarpa quadri-dimensionale, che gli copre il volto. Di solito non mangia dorayaki di fronte agli altri, perché il dolce rotondo lo fa trasformare, scatenando il caos, così li mangia con il cibo per cani.
Doppiato da Teiyū Ichiryūsai → Toshiharu Sakurai (giapponese).
 El Matadora (エル・マタドーラ?, Eru Matadōra)
Il più forte della squadra, ama fare la siesta (pisolino) in qualsiasi posto si trovi. Vive a Barcellona, in Spagna, e lavora per un ristorante a base di carne arrosto. Si maschera per salvare i poveri, con il nome di Keikai Dora, una sorta di parodia di Zorro. Il suo sogno è quello di diventare un matador. Il suo mantello magico può soffiare via i nemici e deviare i proiettili. Totalmente diverso da Wang Dora, è un playboy tra le ragazze ed è fidanzato. È l'unico ad avere, come Doraemon, la tasca quadri-dimensionale. Adora mangiare i dorayaki con la salsa di pomodoro.
Doppiato da Kazue Ikura → Kyōsei Tsukui → Ryūsei Nakao (giapponese).
 Dora-rinho (ドラリーニョ?, Dora Rīnyo)
È uno sportivo, pazzo e scherzoso, in grado di correre molto veloce e ha molte tecniche calcistiche potenti. Vive in Brasile. Trascorre le sue giornate a giocare a calcio con il Mini-Doras, e fa anche da allenatore ad un ragazzo brasiliano, Nobinho. Nel Mini-Doras ciascuno ha una versione in miniatura della tasca quadri-dimensionale come quella di Doraemon che Dora-rinho potrebbe usare, nonostante i loro gadget sono molto piccoli. Può attaccare i nemici, scagliando contro di loro il pallone. Adora mangiare i dorayaki con il tabasco.
Doppiato da Mie Suzuki (giapponese).

### Alleati
Preside Teraodai (寺尾台校長?, Teraodai-kōchō)
Il preside dell'Accademia Robot, ha quattro fratelli simili a lui. È una persona maliziosa e traditrice, ma confida nei Doraemons, nonostante vadano male a scuola e ai quali dà molti compiti. È anche il preside della scuola pubblica elementare Tsukimidai, che appare nella serie principale.
Doppiato da Ichirō Nagai (giapponese).
Noramyako (ノラミャー子?, Noramyāko)
È una delle amiche di Doraemon nell'accademia. In origine era un personaggio della storia di Fujiko F. Fujio, ed era la fidanzata di Doraemon, ma i due avevano rotto perché lei rideva continuamente per la mancanza di orecchie di Doraemon. Nella versione anime più recente, si riconciliano e lavora come ballerina nel XXII secolo.
Doppiata da Yūko Minaguchi → Ai Nonaka (giapponese).
Mimiko (ミミ子?, Mimiko)
Una gatta-robot con il corpo umano, è la fidanzata di Wang Dora. Lavora come infermiera. È molto gentile, ma s'infuria facilmente se vede altre ragazze flirtare con Wang Dora. È l'unica che appare solamente nel manga.
 Il misterioso ladro Dorapan (怪盗ドラパン?, Kaitō Dorapan)
È il misterioso felino-robot, ladro dalla Francia, chiaramente ispirato ad Arsenio Lupin. Possiede una bacchetta con un gioiello su di esso che ha il potere di cambiare gli oggetti in altri. Ha paura del buio e dei cani. Adora mangiare i dorayaki con il formaggio. Il suo personaggio può essere frainteso per "cattivo", ma in realtà ruba per un motivo, soprattutto per aiutare i poveri.
Doppiato da Akira Kamiya (giapponese).
 Jaidora (ジェドーラ?, Jedōra)
Uno degli amici di Doraemon nell'accademia, è un cuoco che viene dall'Italia. Porta gli occhiali e non riesce a vedere senza di essi. Le sue emozioni cambiano molto raramente e inizia a correre in cerchio freneticamente quando è in preda al panico.
Doppiato da Kōichi Yamadera (giapponese).

### Nemici
Dr. Achimoff (アチモフ?, Achimofu)
È un professore tedesco-russo, ed è il principale nemico dei Doraemons. È un medico malvagio e cerca tutti i modi di conquistare il mondo.
Doppiato da Banjō Ginga (giapponese).
Jerry
Una volta era il nemico principale della serie manga originale. Se i Doraemons fanno una qualsiasi mossa, Jerry interverrebbe senza lasciar loro finire con successo la missione. Viene sconfitto dai Doraemons insieme a Dora Crybaby, Dora Eater e Dradra Dora.

## Produzione
La serie ha avuto origine dal primo e unico gioco 3DO Doraemon: Yūjō densetsu The Doraemons (ドラえもん 友情 伝説 ザ•ドラえもん ズ?, Doraemon - Yūjō densetsu Za Doraemonzu), dove furono creati i sei protagonisti. L'autore di Doraemon, Fujiko F. Fujio, fu d'accordo con la storia, e volle aggiungere queste impostazioni nella serie originale, anche se nessuno di essi appare nel manga originale e nella serie anime.
Esistono tre versioni del manga di The Doraemons, per un totale di 21 volumi:
- Michiaki Tanaka 6 volumi (1995–2001).
- Miyazaki & Yukihiro Mitani, ed. speciale, 12 volumi (1997-2001)
- Yukihiro Mitani, 3 volumi (1999-2002)

Tuttavia, da quando viene prodotta la terza serie anime di Doraemon del 2005, nessun episodio fino ad oggi vede coinvolti i Doraemons.

## Versione animata
I personaggi di The Doraemons sono apparsi per la prima volta in versione animata nel cortometraggio del 1995 2112-nen Doraemon tanjō. Successivamente sono stati prodotti numerosi cortometraggi su The Doraemons, solitamente distribuiti insieme al film cinematografico annuale di Doraemon.
In occasione dei Mondiali di calcio 2002, la prima volta nella storia dei mondiali di calcio in cui partecipavano tutte e sette le nazioni dei Doraemon, è stato realizzato un film dedicato ai Doraemons, intitolato The Doraemons: Goal! Goal! Goal!!.